# Großsteingrab Norby
Das Großsteingrab Norby war eine megalithische Grabanlage der jungsteinzeitlichen Trichterbecherkultur bei Norby, einem Ortsteil von Rieseby im Kreis Rendsburg-Eckernförde in Schleswig-Holstein. Das Grab trägt die Sprockhoff-Nummer 56. Es wurde 1900 von Wilhelm Splieth archäologisch untersucht und wohl kurz darauf zerstört.

## Lage
Das Grab befand sich 500 m südlich von Norby und 150 m östlich der Straße nach Sönderby. In der näheren Umgebung gibt es mehrere noch erhaltene Großsteingräber: 2 km westlich liegt das Großsteingrab Bohnert, 2,2 km nordnordöstlich befinden sich die Großsteingräber bei Büstorf und 2,3 km ostnordöstlich das Großsteingrab Hörst.

## Beschreibung
Die Anlage besaß eine runde Hügelschüttung. Bei der Grabkammer handelte es sich um einen nordwest-südöstlich orientierten erweiterten Dolmen mit rechteckigem Grundriss. Die Länge betrug etwa 2 m und die Breite 1 m. Es waren noch zwei Wandsteinpaare an den Langseiten, ein großer Abschlussstein an der nordwestlichen Schmalseite und ein halbhoher Eintrittstein an der südöstlichen Schmalseite erhalten. Die Decksteine fehlten zum Zeitpunkt der Untersuchung bereits.